# Paino Hehea

a Compétitions nationales et continentales officielles uniquement.

b Matchs officiels uniquement.
Dernière mise à jour le 8 juillet 2025.
Paino Kelekolio Hehea est né le 1er février 1979 aux îles Tonga. C’est un joueur de rugby à XV, qui joue avec l'équipe des Tonga évoluant au poste de deuxième ligne (1,98 m pour 115 kg).

## Carrière

### En club
Paino Hehea commence sa carrière en Australie avec le club d'Eastwood en Shute Shield, avant de jouer pour le club anglais du Darlington Mowden Park RFC (en) pendant plusieurs saisons. 
En 2005, il rejoint le club français du Racing Métro 92 en Pro D2. Il joue quatre saisons avec le club francilien, et participe à l'obtention du titre de champion de France de Pro en 2009.
Il rejoint Lyon OU en 2009, au sein du même championnat.
Après avoir remporté un second titre de Pro D2 avec Lyon, il s'engage en 2011 avec le club italien de Rugby Calvisano en Eccellenza.
En 2014, il retourne jouer en Angleterre avec le club d'Ampthill en National League 2 puis en National League One, retrouvant là bas ses compatriotes Maama Molitika et Viliami Ma'asi. Il joue cinq saisons avec cette équipe avant de prendre sa retraite de joueur en 2019, à l'âge de 40 ans.

### En équipe nationale
Paino Hehea obtient sa première cape internationale avec l'équipe des Tonga le 4 juin 2006, à l'occasion d'un match contre l'équipe du Japon à Fukuoka.
Avec les Ikale Tahi, il est sélectionné pour disputer sa première Coupe du monde en 2007 en France. Il dispute les trois premiers matchs de son équipe comme titulaire, avant de se blesser face à l'Afrique du Sud, ce qui entraîne son forfait pour le dernier match de la compétition,.
En 2008, il est sélectionné avec les Pacific Islanders, pour leur tournée en Europe, en remplacement du fidjien Ifereimi Rawaqa blessé. Il joue deux matchs avec cette sélection, contre la France et l'Italie.
Il dispute sa deuxième Coupe du monde lors de l'édition 2011 en Nouvelle-Zélande. Il joue un total de trois matchs lors de la compétition, dont la victoire historique face à la France le 1er octobre 2011. Le match face à la France marque sa dernière apparition sous le maillot tongien.

## Palmarès

### En club
- Vainqueur du Championnat de France de 2e division en 2009 avec le Racing Métro 92 et en 2011 avec le Lyon OU.
- Vainqueur du Championnat d'Italie en 2012 et 2014 avec Calvisano.
- Vainqueur de la Coupe d'Italie en 2012 avec Calvisano.
- Vainqueur de la National League One en 2019 avec Ampthill.

### En équipe nationale
- 19 sélections avec l'équipe des Tonga
- 2 essais (10 points)
- Sélections par année : 6 en 2006, 3 en 2007, 2 en 2008, 1 en 2009, 7 en 2011

En coupe du monde :
- 2007 : 3 sélections (États-Unis, Samoa, Afrique du Sud)
- 2011 : 3 sélections (Nouvelle-Zélande, Japon, France)

- 2 sélections avec les Pacific Islanders en 2008